# Ján z Turca
Ján z Turca (soudobé psaní ... de Thwrocz; německy Johannes de Thuróczy; maďarsky Thuróczy János, česky Jan z Turce) (1435, Pýr, Uhersko - mezi 1488 a 1490) byl uherský kronikář a historik.

## Životopis
Jeho rodina pocházela z Turce. V letech 1467-1475 byl notářem zemského soudce, pak notářem hodnověrného místa v Šahách, v letech 1476-1488 byl hlavním notářem zemského soudce na královském dvoře.

## Tvorba
Jeho Uherská kronika je vrcholem dobové kronikářské tvorby. V díle popisuje dějiny Uherska od příchodu Maďarů do Podunají až po období vlády Matyáše Korvína, přičemž čerpá ze starších kronik (např. Kronika Jana ze Šarišských Sokoloviec), děl italských humanistů a dobové korespondence a listin. Nejde však o suché podání faktů, ale výklad dějin se prolíná s anekdotami, pověstmi a přirovnáními. V jeho kronice je také poprvé doloženo pojmenování "Slovák" ve tvaru s koncovkou obsahující dnešní -a-.

## Dílo
- 1488-Uherská kronika
- Originální latinský text v kronice